# آزمایش فیلادلفیا

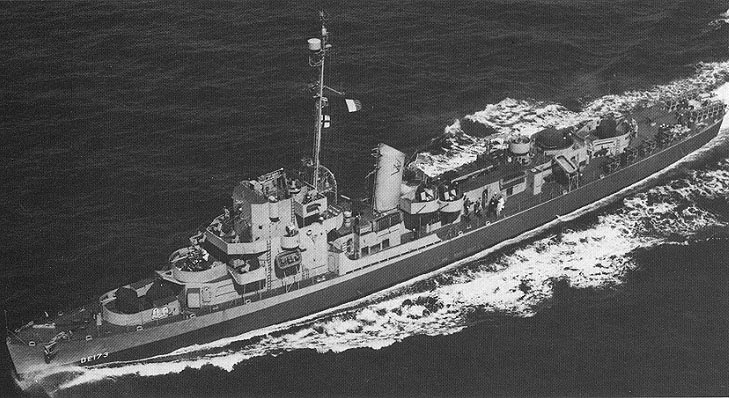
ناوشکن «یو اس اس الدریج» که گفته شده در آزمایش فیلادلفیا ناپدید گردیده است.

آزمایش رنگین کمان (به انگلیسی: Philadelphia Experiment) یا «پروژه رنگین کمان» یکی از آزمایش‌های مخفی منتسب به نیروی دریایی آمریکا در سال۱۹۴۳ میلادی بود. گفته می‌شود که هدف از این پروژه نامرئی کردن کشتی‌های نیروی دریایی ایالات متحده آمریکا از رادار دشمن و جلوگیری از شناسایی شدن آن‌ها بود.این آزمایش به وسیلهٔ یک میدان نیروی قوی امکان‌پذیر بود. یک آهنربا بسیار بزرگ به بدنه کشتی وصل شده بود و همچنین به وسیلهٔ دو ناو برق بسیار قوی را به کشتی انتقال می‌دادند.
این آزمایش به‌طور وسیعی یک شایعه دانسته می‌شود ولی برخی دانشمندان معتقدند که هنوز آثار حادثه موجود است و نیروی دریایی ایالات متحده ادعا می‌کند که چنین آزمایشی انجام نشده است.

## تکذیب واقعه
این ماجرا به‌طور گسترده‌ای به عنوان یک جعل یا یک حُقّه به‌شمار آمده و نیروی دریایی ایالات متحده مدعی است که چنین تجربه‌ای هرگز رخ نداده است. افزون بر این، برخی از جزئیات به اثبات رسیده در مورد داستان ناوشکن الدریج، به وضوح با قوانین معروف و شناخته شده فیزیک در تضاد است. با این حال، ماجراهای مربوط به این پروژه، با واقعیات مربوط به تئوری توطئه در هم آمیخته، و عناصری از آزمایش فیلادلفیا با استفاده از تئوری توطئه، از جانب دولت‌های دیگر مورد بهره‌برداری قرار گرفته است.